# 饼干镜蛤
饼干镜蛤（学名：Dosinia biscocta），是帘蛤目帘蛤科镜蛤属的一种。主要分布于越南、马来西亚、中国大陆，常栖息在潮间带至浅海30米深的砂质海底。